# Halogeton sativus
Halogeton sativus är en amarantväxtart som först beskrevs av Carl von Linné, och fick sitt nu gällande namn av Horace Bénédict Alfred Moquin-Tandon. Halogeton sativus ingår i släktet Halogeton och familjen amarantväxter. Inga underarter finns listade i Catalogue of Life.